# Panarwa
Panarwa fou una thikana o jagir de l'antic principat de Mewar, a la regió selvàtica de Bhomat a la regió de les muntanyes Aravalli a la part sud-oest del país. El 1940 va quedar integrat en el districte de Kherwara en la divisió administrativa d'aquell any del Mewar. La capital era el poble de Panarwa a la serralada del mateix nom.
Panarwa és famosa per haver emès una valuosos segells de correus (els de Mewar sobrecarregats)
Punja, cap dels rajputs de Panarwa, dirigia un exèrcit de bhils dels que deia que era el sobirà i no el cap militar i va lluitar al costat del rana Pratap Singh I de Mewar a la famosa batalla de Haldighati del 1576. Per això va rebre el títol de rana. En endavant els bhils es van destacar per ser lluitadors capdavanters per la independència de Mewar; per això els bhils van rebre el mateix estatus que altra gent a Mewar, el que no era normal en les tribus de la selva